# Szimmetrikus reláció
Egy homogén kétváltozós relációt akkor nevezünk szimmetrikusnak, hogyha bármely két elem, amely adott sorrendben relációban áll, a fordított sorrendben is relációban áll, vagyis a reláció „kölcsönösen” („oda-vissza”) fennáll két elem közt. A precíz definíciót ld. lentebb.

## Egyszerű példák és ellenpéldák
Ilyen például
- a testvéri (általánosabban, a rokonsági) viszony az emberek között: ha A testvére (rokona) B-nek, akkor B is A-nak.
- az egyenesek párhuzamossága (mert ha az a egyenes párhuzamos b-vel, akkor b is az a-val);
- az egyenesek merőlegessége (mert ha az a egyenes merőleges b-re, akkor b is az a-ra).

Nem ilyen
- a természetes vagy az egész számok között az oszthatóság (például, 2 osztója 6-nak, de fordítva nem igaz);
- a halmazok között (egy halmaz részhalmazai halmazában) a tartalmazási reláció (például, {1,2} részhalmaza {1,2,3}-nak, de fordítva nem igaz);
- a halmazok között (egy halmaz részhalmazai halmazában) a valódi részhalmaz reláció (mert egyetlen halmaz se valódi részhalmaza önmagának).

## Matematikai definíció

### Gyengébb definíció
Az A halmazon értelmezett ρ⊆A×A reláció szimmetrikus, ha teljesül bármely a,b∈A esetére az, hogy ha érvényes aρb, akkor érvényes bρa is.
Másképp szólva, ha az A×A-n értelmezett reláció inverzét a ρ−1 jellel jelölve, ρ−1⊆ρ
Formulákkal:
| jelölésmód     | formula                     |
| -------------- | --------------------------- |
| infix          | ∀(a.b)∈A×A: ((aρb)⇒(bρa))   |
| prefix         | ∀(a.b)∈A×A: (ρ(a,b)⇒ρ(b,a)) |
| halmazalgebrai | ρ−1⊆ρ                       |

### Erősebb definíció
Érvényes a következő tétel is : ha egy ρ⊆A×B reláció olyan, hogy rá igaz ρ−1⊆ρ; akkor igaz rá ρ−1 = ρ is.
Ugyanis legyen ρ ilyen, azaz ρ−1⊆ρ. Ekkor ha (x,y)∈ρ, azaz (y,x)∈ρ−1, az előző (aláhúzott) tartalmazási relációt figyelembe véve, (y,x)∈ρ is teljesül, ami viszont az inverz reláció definíciója alapján azt jelenti, (x,y)∈ρ−1. Tehát ha (x,y)∈ρ, akkor egyben (x,y)∈ρ−1 is teljesül, ami azt jelenti, ρ⊆ρ−1. Összevetve ezt az aláhúzott tartalmazási relációval, utóbbi antiszimmetriája alapján adódik ρ = ρ−1.
E tétel következménye, hogy a ρ homogén kétváltozós reláció szimmetrikus pontosan akkor, ha ρ = ρ−1. Tehát így is lehetne definiálni.
Megjegyzés: ha a szimmetrikus relációt inhomogén esetre definiálnánk, az előző tétel miatt  ebből következne, hogy maga a reláció mégis csak homogén, hisz ha ρ⊆A×B -re (ahol A a reláció értelmezési tartománya, B az értékkészlete) és ρ−1⊆B×A-ra ρ = ρ−1, akkor A = B.

## További példák
- halmazokon (tetszőleges halmaz hatványhalmazán) az ekvivalencia
- természetes számokon az azonos paritás, vagy általánosabban az azonos maradékosztályba tartozás (kongruencia)
- egy sík vagy a tér egyenesein a párhuzamosság
- a tér síkjain a párhuzamosság
- logikai formulák halmazán a logikai ekvivalencia

## Lásd még
- aszimmetrikus reláció
- antiszimmetrikus reláció